# Asiarge regeli
Asiarge regeli — вид перетинчастокрилих комах родини Argidae. Поширений на північному заході Китаю, у західній Монголії, східному Казахстані, Киргизстані.

## Опис
Самці мало відрізняються від близького виду Asiagre shnitnikovi. Забарвлення самиць варіює у різних частинах ареалу. Тіло чорне, передньогруди червоні. Черевце з червоними смугами.

## Ареал
Відомий з північно-східного Казахстану, Киргизстану, провінції Ховд у  Монголії, Сіньцзян-Уйгурського автономного району Китаю.